# Тузов Дмитро Олегович
Дмитро́ Оле́гович Ту́зов (нар. 23 листопада 1967, Київ) — український теле- й радіо - журналіст, політичний оглядач. Заслужений журналіст України.

## Життєпис

### Юність
Народився 23 листопада 1967  в Києві. Протягом 1986-88 років проходив службу в армії. В 1996 році закінчив Інститут журналістики Київського університету імені Тараса Шевченка.
У 1990-1991 роках був згаданий, як заступник голови Спілки незалежної української молоді (СНУМ) м. Києва 

### Політична і громадська діяльність
У 2007 році на позачергових виборах до Верховної ради балотувався по списку Партії Зелених України (№5 в списку), не був обраним.

### Журналістська діяльність
З 1991 по 1993 рік був кореспондентом в «Народній газеті».

З 1993 по 1996 рік був автором і ведучим програми "Молодіжна студія «Гарт» (1993—95, редакція програм для молоді Національної телекомпанії України), спецкор Молодіжної редакції. 
У 1996 році був автором телепрограм (на «Інтері», ICTV) «Час європейський» НТЦ «Практик-TV», був автором і ведучим циклу ток-шоу «Ток-ринґ» на Першому національному телеканалі. Програма «Час європейський» була спільним проєктом з Представництвом Європейської Комісії в Україні і транслювалась на телеканалах ICTV та «Інтер». 
З березня 1999 року був директором департаменту інформації та публіцистики, Українська мовна компанія «Дельта».
З листопада 2002 року був ведучим аналітичної програми «Тоніс-інформ», ведучим аналітичної програми «24 години» на телеканалі «Тоніс».
З 2003 по 2007 рік був Головним редактором телеканалу «Тоніс», ведучим інформаційно-аналітичних програм «Тоніс-інформ», «24 години». У 2007 році його замінив на посаді головного редактора Артем Шевченко. 
З 2007 по 2011 рік був заступником голови Правління телеканалу «Тоніс»
У цей період канал очолювали: Батаєва Євгенія Володимирівна - дружина телемагната Віталія Докаленка (з лютого 2006 р. по лютий 2007 р.); Микола Княжицький (з лютого 2007 року); 
У 2011 році звільнився з телеканалу "Тоніс" через перехід телеканалу під контроль команди тодішнього президента Віктора Януковича. 7 вересня 2011 року Генеральним директором "Тоніса" від команди Януковича став медіа-менеджер Олександр Бутко. 
З 2004 по 2013 рік був автором колонок в журналі «Кореспондент».
З 2014 по 2018 рік був ведучим програм «Громадська хвиля», «Київ-Донбас», «Ранкова хвиля» на «Громадському радіо». Був ведучим спецпроєкту «Громадське радіо у твоєму місті» (Сєвєродонецьк, Краматорськ, Костянтинівка та інші міста сходу України)
У 2015 році був ведучим програми "Сьогодні про головне" на телеканалі «ТВі».
У 2016 році щонайменше, до 24 лютого 2017 року  був ведучим програм на «Радио Вести» (ТОВ "ТРК "Дивосвіт", ТОВ "ТРВК "Мастер") 
У 2018 році був ведучим програм «Новий день», «Новий вечір» (політичне ток-шоу у вечірньому прайм-таймі) на «Радіо НВ» та «Маніпулятори».
Автор колонок в «Українській правді» та «НВ».
Автор документальних фільмів «Антитерор», телепроєкту «Острови, де народжується майбутнє»,  документального циклу про Україну «Україна може!», «Дорога на Ельдорадо» (2010 р.), «Невідома Грузія» (2011 р.), "Диво в пустелі" (2012 р.), "Дорогами волонтерів" (2015 р.) про діяльність волонтерських організацій в зоні АТО та на лінії фронту.
2022 рік. Під час вторгнення Росії в Україну веде прямі ефіри з зони бойових дій на Сході України - з Донецької області (зокрема, з міста Бахмут, Слов'янськ, Добропілля та інші міста). Перебуває в підрозділах ПДМШ імені Пирогова та батальйону НГУ "Дніпро-1", з розташування яких виходить в ефір на "Радіо НВ". https://www.youtube.com/watch?v=1yLiytpNHyU&t=554s
2023 рік. Лауреат премії в галузі публіцистики "Громадянська позиція" імені Джеймса Мейса.
2024 рік. Нагороджений державною відзнакою "Грамота Верховної Ради України" за заслуги перед Українським народом.
2024 рік. Ініціював тренінги молодих журналістів з тактичної медицини у програмі "Фундації Суспільність" в рамках Медіа-хабу для журналістів https://souspilnist.org/. До цієї діяльності залучено відомих інструкторів з домедичної допомоги Ігоря Балуєва https://www.facebook.com/igor.baluev.1, Леону Красненкову https://www.facebook.com/LeonaKrasnenkova та Ігоря Канчалабу https://www.facebook.com/profile.php?id=100009707947159. На цих тренінгах журналісти набули знань з надання ургентної домедичної допомоги. У цьому відео, яке можна використовувати як навчальний відео-курс, відбувається тренування з правильного накладання турнікету на ушкоджені кінцівки https://www.youtube.com/watch?v=IEEjDj_IG9Q&t=337s. 
2024 рік. Публікує ряд матеріалів англійською мовою на реалізацію концепції збільшення статей і поглядів з України, розрахованих на іноземну аудиторію. Такі матеріали розкривають природу війни Росії проти України. Зокрема, у статті "What Nuclear States Can Do with a Non-Nuclear One. A Cautionary Tale from the Disarmed Ukraine, Which Was Not Given Sufficient Security Guarantees, for All Countries of the World" https://blogs.pravda.com.ua/authors/tuzov/674eab8120a57/ йдеться про те, що путінська Росія де-факто сформувала коаліцію ядерних держав (Північна Корея, Іран, КНР), які в той чи інший спосіб допомагають Росії вести війну проти України. Головна ідея статті у тому, що цивілізований світ має збільшити підтримку України і прийняти Україну в НАТО, щоб уникнути цілковитого руйнування  глобальної системи безпеки.  
2024-2025 роки. Виступає експертом з питань протидії російській дезінформації й ІПСО проти України. Є автором антифейкової рубрики "Антидеза" в ефірах "Радіо NV", де розглядає приклади останніх дезінформаційних кампаній Росії, зокрема, в західному інформаційному просторі, спрямованих на вплив на уряди і виборців країн ЄС, США і НАТО. Головна мета такої просвітницької діяльності - протидія російським інформаційним атакам і спробам зменшити допомогу Україні шляхом проведення точкових дезінформаційних кампаній. Приклад рубрики "Антидеза": https://youtu.be/eH9Yk-l7iic?si=tnYbd6cyoJ-gwueS  Дмитро Тузов вважає російську дезінформацію маркером підготовки до нападу і складовою війни, яку Росія веде проти України: "Дезінформація - це те, що передує російським танкам".